# Isoperla yangi
Isoperla yangi är en bäcksländeart som beskrevs av Wu, C.F. 1935. Isoperla yangi ingår i släktet Isoperla och familjen rovbäcksländor. Inga underarter finns listade i Catalogue of Life.